# Летов Š-16J
Летов Š-16J  је прототип чехословачког хидроавиона заснован на авиону Летов Ш-16 који је био једномоторни, двоседи двокрилац пројектован 1926. године а уведен у употребу 1928. године, био је вишенаменски авион: лаки бомбардер, бомбардер-извиђач и само извиђач.

## Пројектовање и развој
Један од најуспешнијих типова чехословачке фабрике "Летов" ("Letov" Vojenska tovarna na letadla) из Прага била је позната "Шеснаестица". Тим именом назван је основни тип Летов Ш-16 (Шмолик), који је конструисао инж. Алоис Шмолик. Авион је био потпуно металне конструкције и представљао је врхунац конструкторског умећа и технологије свог времена. Године 1929. започета је израда јединог хидроавиона Ш-16Ј (В) за југословенско Поморско Ваздухопловство (ПВ), насталог разрадом прототипске верзије Ш-316 и до новембра те године хидроавион је био довршен у фабрици “Летов” у Прагу. Прво полетање са Влтаве извршено је 1. децембра 1929. године.

### Технички опис
Авион Летов Š-16J је двокрили двоседи једномоторни хидроавион металне конструкције. 
Труп му је правоугаоног попречног пресека, са полукружном горњом страном. У трупу су била два седишта постављена у тандем редоследу (једно иза другог). Предњи део трупа где се налазио мотор, био је обложен алуминијумским лимом на коме су били отвори за излазак топлог ваздуха. Остатак трупа био је пресвучен импрегнираним платном. Носећа конструкција авиона је била од танкозидих заварених челичних цеви.
Авион је био опремљен течношћу хлађеним линијским мотором V распореда цилиндара, Hispano-Suiza 12 Hbr са редуктором снаге 500 KS. На вратилу мотора је била причвршћена двокрака, вучна, дрвена елиса, непроменљивог корака. Носач мотора је био од заварених челичних цеви. Главни резервоар за гориво се налазио између мотора и кабине пилота. 
Крила су била правоугаоног облика, металне конструкције пресвучена импрегнираним платном релативно танког профила са две рамењаче.
Уместо точкова стајни трап авиона Летов Š-16J је био опремљен пловцима Дорнијеове конструкције који су се показали као лоши, па су у току експлоатације били замењени пловцима фирме “Шорт” (Short).

### Варијанте авиона Летов Š-16
- Š-16 - Двоседи двокрилац бомбардер/извиђач.
- Š-16J - Хидроавион за Југославију.
- Š-16L - Извозна верзија Š-16 за Летонију.
- Š-16T - Извозна верзија Š-16 за Турску.
- Š-116 - верзија са мотором Skoda L
- Š-216 - верзија са мотором Walter (лиценца Bristol Jupiter).
- Š-316 - верзија са мотором Hispano-Suiza 12N.
- Š-416 - верзија са мотором Breitfeld-Danek BD-500.
- Š-516 - верзија са мотором Isotta-Fraschini Asso.
- Š-616 - верзија са мотором Hispano-Suiza 12Nbr.
- Š-716 - верзија са мотором Skoda L.
- Š-816 - верзија са мотором Praga ES.
- Š-916 - верзија са мотором Lorraine-Dietrich.

## Земље које су користиле авион Š-16
- Чехословачка
- Турска
- Летонија
- Краљевина Југославија

## Оперативно коришћење
Укупно је направљено 89 примерака авиона Летов Ш-16. Авион Летов Ш-16 је коришћен у Чехословачкој, Турској, Летонији и Краљевини Југославији између два светска рата.

### Коришћење авиона Летов Š-16J у Југославији
Фабричка испитивања на реци Влтави била су задовољавајућа и хидроавион је пребачен почетком 1930. у хидробазу Дивуље код Сплита. У пролеће те 1930. године хидроавион Ш-16Ј је испитиван у 3. Хидроавионској команди.
Испитивања су настављена на мору али после краћег времена установљено је да су пловци лоше заптивени, а услед слабе антикорозивне заштите јавила су се велика оштећења, како оплате тако и конструкције пловака. После краћих испитивања фабрика је прекинула развој хидро верзије Ш.16, а прототип је преузело југословенско поморско ваздухопловство (ПВ).
Југословенско ПВ је после тога извршило модификацију хидроавиона Ш.16Ј уградњом нових пловака британске фирме “Шорт” (Short) и наставило интензивна експлоатациона испитивања паралелно са пробама хидроавиона Хајнкел Хе-8 кога је по лиценци произвео Змај из Земуна. На испитивањима предност је дата Хајнкелу и 1931. године била је предвиђена набавка 10 хидроавиона Хе-8 али због економске кризе, која је наступила, најпре је дошло до одлагања њихове набавке а затим се 1933. године дефинитивно одустало од Хајнкела. Летов Ш.16Ј је служио у ПВ као једини примерак свог типа. Тај двокрилац са крилима великог размаха био је пројектован као извиђач даљњег дејства, и тако је званично и класификован у ПВ мада је служио и за друге задатке. Почетак рата априла 1941, овај авион је дочекао у летном стању, али је његова даља судбина непозната .